# Павлив, Иосиф Петрович
Ио́сиф Петро́вич Па́влив (укр. Йосип Петрович Павлів 29 мая 1940, Добротвор, Украина — 10 ноября 2008, Киев, Украина) — русский и украинский писатель

.

## Биография
Иосиф Павлив родился на хуторе Добротвор во Львовской области Украины. Отец — Петр Иванович Павлив, мать — Юстина Павлив (Гураль). Был седьмым ребёнком в крестьянской семье. Закончил Литературный Институт им. Горького в Москве в 1977 году, печатался в крупнейших литературных журналах Советского Союза в 1960-х—1980-х годах, таких как «Полярная Звезда», «Дальний Восток». Отдельные очерки неоднократно публиковались в газете «Комсомольская Правда», в 1970-х и начале 1980-х годов. Также печатался в литературных журналах Украины — «Дніпро», «Україна».
Более двадцати лет прожил в России, в основном в Якутии и на Дальнем Востоке в Хабаровском крае, где и создал свою наиболее известную повесть «По следам соболят». Его произведения о непредсказуемости и непостижимости человеческой души, о красоте природы Севера, об охоте.
В 1985 принимает решение вернуться из России на Украину. Жил в Нежине (Черниговская область) и Киеве. В 2004 переезжает в Нью-Йорк, но вскоре возвращается на родину.
В 1987 году был принят в Союз Писателей СССР, после распада СССР стал членом Союза Писателей Украины. 
Умер в Киеве 10 ноября 2008 года. Похоронен на центральном кладбище Киева — Байковом, участок № 33.